# Sân vận động Giants
Sân vận động Giants (tiếng Anh: Giants Stadium, đôi khi được gọi là Sân vận động Giants tại Meadowlands hoặc The Swamp) là một sân vận động nằm ở East Rutherford, New Jersey, trong Khu liên hợp thể thao Meadowlands. Địa điểm được mở cửa từ năm 1976 đến năm 2010, và chủ yếu tổ chức các sự kiện thể thao và các buổi hòa nhạc. Sân được biết đến nhiều nhất là sân nhà của các đội bóng bầu dục New York Giants và New York Jets. Sức chứa tối đa là 80.242 chỗ ngồi. Bản thân cấu trúc dài 756 foot (230 m), rộng 592 foot (180 m) và cao 144 foot (44 m) từ tầng dịch vụ đến đỉnh của tầng chỗ ngồi và cao 178 foot (54 m) đến đỉnh của tháp phía nam. Thể tích của sân vận động là 64,5 triệu foot khối (1.830.000 m3), và 13.500 tấn thép kết cấu đã được sử dụng trong quá trình xây dựng trong khi 29.200 tấn bê tông đã được đổ. Sân được sở hữu và điều hành bởi Cơ quan Thể thao và Triển lãm New Jersey (NJSEA). Mặt sân của sân vận động được căn chỉnh theo hướng Tây Bắc sang Đông Nam, với hộp báo chí dọc theo đường biên phía Tây Nam.
Vào đầu thập niên 1970, New York Giants đang chia sẻ Sân vận động Yankee với đội bóng chày New York Yankees và bắt đầu tìm kiếm một sân nhà cho riêng mình. Giants đã ký một thỏa thuận với Cơ quan Thể thao và Triển lãm New Jersey non trẻ vào năm 1971 và bắt đầu xây dựng cơ sở mới vào năm 1972. Mùa giải cuối cùng của Giants tại Sân vận động Yankee là năm 1972, vì sân bóng bị đóng cửa để tái thiết lớn sau cuối mùa giải 1973 của Yankees. Vì sân vận động mới của họ sẽ mất một khoảng thời gian đáng kể để hoàn thành và họ không thể sử dụng cơ sở vật chất tại sân nhà của mình do việc xây dựng, Giants đã chuyển ra khỏi tiểu bang và chơi ở New Haven, Connecticut tại Yale Bowl từ tháng 10 năm 1973 đến năm 1974, nhưng chỉ thắng một lần trong mười hai trận ở đó. Họ trở lại New York trong một mùa giải cuối cùng vào năm 1975 và chia sẻ Sân vận động Shea ở Flushing, Queens với Yankees, Mets và Jets. Giants cuối cùng đã chuyển đến sân nhà mới của họ vào ngày 10 tháng 10 năm 1976, tuần thứ năm của mùa giải.
8 năm sau khi Sân vận động Giants khánh thành, sân đã có được đội thuê lớn thứ hai. Hợp đồng thuê của Jets tại Sân vận động Shea, sân nhà của New York Mets, đã hết hạn vào cuối mùa giải 1983 và chủ sở hữu đội Leon Hess đang gặp khó khăn trong việc đàm phán các điều khoản của hợp đồng thuê mới để ở lại Queens. Thành phố New York không sẵn lòng đồng ý với các điều khoản của ông và Hess quyết định chuyển Jets đến Meadowlands vĩnh viễn (trước đó đội đã chơi một trận đấu thường ở đó vào năm 1977). Trận đấu đầu tiên của họ tại Sân vận động Giants là vào ngày 6 tháng 9 năm 1984. Với Jets hiện đang chơi tại sân vận động này, đội ngũ sân cần phải tìm cách thiết lập các trận đấu của họ khác với các trận đấu của Giants và khiến chúng trở nên hấp dẫn hơn đối với người hâm mộ của họ và cuối cùng đã đưa ra với một loạt các biểu ngữ và tấm phủ màu xanh lá cây và trắng được treo trên các bức tường màu xanh lam ở cấp sân bao quanh sân vận động và (sau đó) bốn cổng vào bên ngoài sân vận động.
Việc chia sẻ sân vận động của cả Giants và Jets đã giúp sân phá vỡ kỷ lục mà Wrigley Field của Chicago đã nắm giữ từ lâu. Bước sang mùa giải 2003, năm thứ 28 của sân, Sân vận động Giants đã tổ chức 364 trận đấu NFL, chỉ đứng sau 365 trận đấu tại Wrigley của Chicago Bears trong 50 mùa giải của họ ở đó. Trận mở màn mùa giải của Giants với St. Louis Rams đã phá vỡ kỷ lục này, và tuần sau đó, trận mở màn trên sân nhà của Jets trước Miami Dolphins đã phá vỡ kỷ lục này.
Sân vận động Giants cũng là sân nhà của New York Cosmos, một đội bóng đá chuyên nghiệp (NASL) đã thu hút số lượng khán giả kỷ lục vào cuối thập niên 1970. New York/New Jersey MetroStars của Major League Soccer, sau đó đã chơi ở sân vận động từ năm 1996 đến 2005.
Sân vận động Giants đã bị đóng cửa sau mùa giải NFL 2009 sau khi xây dựng Sân vận động MetLife ở bãi đậu xe xung quanh. Sự kiện cuối cùng của sân vận động là trận đấu giữa Jets và Cincinnati Bengals trên Sunday Night Football vào ngày 3 tháng 1 năm 2010. Việc phá dỡ cấu trúc bắt đầu một tháng sau trận đấu và được hoàn thành vào ngày 10 tháng 8 năm 2010. New York Giants và New York Jets đều chuyển đến Sân vận động MetLife vào năm 2010.

## Bóng đá tại Sân vận động Giants

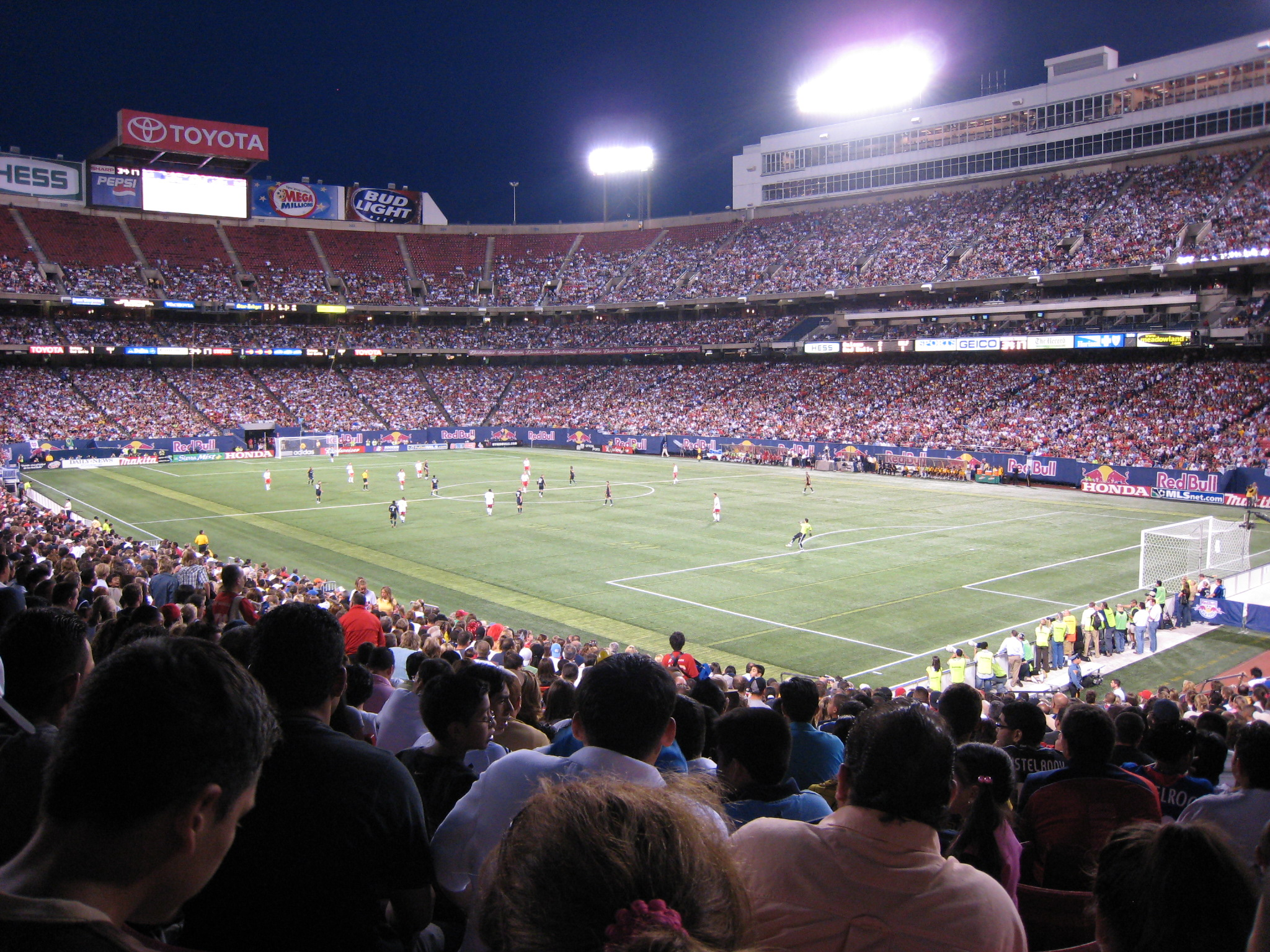
Một trận đấu của New York Red Bulls tại Sân vận động Giants vào năm 2007

Pelé đã chơi trận đấu cuối cùng trong sự nghiệp của mình tại sân vận động vào ngày 1 tháng 10 năm 1977.
New York Cosmos thuộc North American Soccer League chuyển đến Sân vận động Giants từ mùa giải 1977 và duy trì cho đến khi giải đấu bị giải thể vào năm 1985. Trận tranh chức vô địch NASL Soccer Bowl '78 và Soccer Bowl '79 được tổ chức tại Sân vận động Giants.
Bảy trận đấu của Giải vô địch bóng đá thế giới 1994 được tổ chức tại Sân vận động Giants (bao gồm cả trận bán kết giữa Ý và Bulgaria), cũng như bốn trận đấu của Giải vô địch bóng đá nữ thế giới 1999.
Vào năm 2003, Siêu cúp bóng đá Ý, một trận đấu thường niên dành cho đội vô địch Serie A (giải đấu hàng đầu của Ý) và đội vô địch Coppa Italia (Cúp quốc gia Ý), được tổ chức tại Sân vận động Giants thay vì ở Ý vì cả hai câu lạc bộ tham gia (Juventus F.C. và A.C. Milan) đã tham dự các chuyến du đấu ở Hoa Kỳ vào cuối mùa hè, khi sự kiện thường được lên lịch tổ chức.
Vào năm 2005, sân vận động này đã tổ chức một số trận đấu ở Cúp Vàng CONCACAF, bao gồm cả trận chung kết, chứng kiến Hoa Kỳ đánh bại Panama 3–1 trong loạt sút luân lưu sau khi hai bên hòa nhau không bàn thắng. Sân một lần nữa tổ chức trận chung kết Cúp Vàng CONCACAF vào 4 năm sau, chứng kiến México đánh bại Hoa Kỳ 5–0.
Sân đã tổ chức các trận đấu trong nhiều chuyến du đấu của các câu lạc bộ châu Âu trong những năm gần đây, bao gồm các trận đấu có sự tham gia của các câu lạc bộ bóng đá lớn như Manchester United, Celtic, Chelsea, Liverpool, Barcelona và Rangers.
Sân cũng đã tổ chức trận đấu giao hữu giữa Anh và Colombia vào ngày 31 tháng 5 năm 2005. Đội tuyển Anh giành chiến thắng với tỷ số 3–2.
New York Red Bulls (trước đây là New York/New Jersey MetroStars) thuộc Major League Soccer đã chơi tại sân vận động này trong 14 mùa giải đầu tiên của đội. Đội chuyển đến Red Bull Arena, một sân vận động dành riêng cho bóng đá ở Harrison gần đó vào năm 2010.

### World Cup 1994
| Ngày                | Thời gian (UTC−5) | Đội #1           | Kết quả                    | Đội #2           | Vòng        | Khán giả |
| ------------------- | ----------------- | ---------------- | -------------------------- | ---------------- | ----------- | -------- |
| 18 tháng 6 năm 1994 | 16:00             | Ý                | 0 - 1                      | Cộng hòa Ireland | Bảng E      | 75.338   |
| 23 tháng 6 năm 1994 | 16:00             | Ý                | 1 - 0                      | Na Uy            | Bảng E      | 74.624   |
| 25 tháng 6 năm 1994 | 19:30             | Ả Rập Xê Út      | 2 - 1                      | Maroc            | Bảng F      | 76.322   |
| 28 tháng 6 năm 1994 | 12:30             | Cộng hòa Ireland | 0 - 0                      | Na Uy            | Bảng E      | 72.404   |
| 5 tháng 7 năm 1994  | 16:30             | México           | 1 - 1 (S.h.p) (1 - 3, pen) | Bulgaria         | Vòng 16 đội | 71.030   |
| 10 tháng 7 năm 1994 | 12:00             | Bulgaria         | 2 - 1                      | Đức              | Tứ kết      | 72.000   |
| 13 tháng 7 năm 1994 | 16:00             | Bulgaria         | 1 - 2                      | Ý                | Bán kết     | 74.110   |

### Giải vô địch bóng đá nữ thế giới 1999
| Ngày                | Thời gian (UTC−5) | Đội #1     | Kết quả | Đội #2 | Vòng   | Khán giả |
| ------------------- | ----------------- | ---------- | ------- | ------ | ------ | -------- |
| 19 tháng 6 năm 1999 | 15:00             | Đan Mạch   | 0 - 3   | Hoa Kỳ | Bảng A | 78.972   |
| 19 tháng 6 năm 1999 | 17:30             | Brasil     | 7 - 1   | México | Bảng B | 78.972   |
| 26 tháng 6 năm 1999 | 12:00             | Canada     | 1 - 4   | Nga    | Bảng C | 29.401   |
| 26 tháng 6 năm 1999 | 14:30             | Trung Quốc | 3 - 1   | Úc     | Bảng D | 29.401   |